# Гръбначни
Гръбначните (Vertebrata) са подтип вторичноустни животни, включващи около 70 хил. вида хордови организми.

## Класификация
Детайлната класификация на подтип Гръбначни (Vertebrata), който е включен в тип Хордови (Chordata) включва:
- надклас Риби (Pisces), с три класа:
  - клас Безчелюстни (Agnatha), наричани още Кръглоустни (Cyclostomata). Те включват два подкласа:
    - подклас Миноги
    - подклас Миксини

  - клас Хрущялни риби (Chondrichthyes) – тук се отнасят два подкласа:
    - подклас Скатове – електрически скат, електрическо торпедо, морска лисица, морска котка и други;
    - подклас Същински акули – тигрова акула, акула чук, бяла акула и други.

  - клас Костни риби (Osteichthyes) – те се подразделят на два подкласа:
    - подклас Ръкоперки – отнасят се риби, които освен с хриле дишат и с други дихателни органи (плавателен мехур или бял дроб). Представители са: латимерия, неоцератодус, протоптерус, липидосирени и други.
    - подклас Лъчеперки – отнасят се няколко разреда
      - разред Есетрови риби (Acipenseriae) – тук се отнасят видове като руска есетра, чига, пъструга, моруна и други преходни риби;
      - разред Селдови – най-просто устроените същински костни риби. Видове тук са цаца (копърка, трицона, шпрот), селда, херинга, черноморска скумрия, сафрид, меджит, карагьоз, паламуд и други.
      - разред Пъстървови – балканска пъстърва, дъгова пъстърва, сьомга сивен и други.
      - разред Змиоркови – европейска змиорка, преходни риби.
      - разред Шараноподобни – шаран, каракуда, речен кефал, пираня, толстолоб, лин, кротушка, червеноперка, скобар, бабушка и други.
      - разред Бодлоперки – отнасяме видове като костур, бяла риба бибан и други.
      - разред Трескови – представителите принадлежат основно към две семейства – семейство Хекови и семейство Трескови.
      - разред Снопчестохрили – от снопчестохрилите в България се срещат морско конче и морска игла. Те не са много добри плувци.
      - разред Писиеподобни – калкан.
      - разред Бодливки – обикновена бодливка.
      - разред Щуки – щука и други разреди.
- надклас Четирикраки (Tetrapoda), с 4 класа:
  - клас Земноводни (Amphibia)
  - клас Влечуги (Reptilia)
  - клас Птици (Aves)
  - клас Бозайници (Mammalia)